# Finkelsteinova reakce
Finkelsteinova reakce, pojmenovaná po německém chemikovi Hansi Finkelsteinovi je nukleofilní substituce (SN2), která zahrnuje výměnu jednoho atomu halogenu za jiný. Nejčastěji se používá k laboratorní přípravě jodalkanů z jodidu sodného a z příslušných chlorovaných nebo bromovaných alkanů. Dostatečná konverze reaktantů na produkt je v této rovnovážné reakci zajištěná velkým přebytkem jodidu sodného a použitím vhodného rozpouštědla.
R – X + X ' − ⇌ R – X ' + X −

## Provedení
Klasická Finkelsteinova reakce zahrnuje přeměnu alkylchloridu nebo alkylbromidu na alkyljodid pomocí jodidu sodného ve vroucím acetonu. Dalším produktem je chlorid sodný nebo bromid sodný. Jako příklad lze uvést přeměnu ethylesteru kyseliny 5-bromvalerové na jodid:
EtO2C(CH2)4Br + NaI → EtO2C(CH2)4I + NaBr
Jodid sodný je rozpustný v acetonu, zatímco chlorid a bromid nejsou. Nerozpustná sůl se z roztoku sráží, což posouvá rovnováhu směrem k produktům. K posunutí rovnováhy a zvýšení konverze reakce přispívá i použití přebytku jodidu sodného (obvykle 3 moly NaI na 1 mol halogenderivátu). Reakční rychlost lze zvýšit použitím výševroucího rozpouštědla.

## Reaktivita
V důsledku SN2 mechanismu probíhá Finkelsteinova reakce nejlépe u primárních halogenalkanů, allylhalogenidů, benzylhalogenidů a α-karbonylhalogenidů. Sekundární halogenalkany reagují velmi pomalu a terciární halogenalkany, vinylhalogenidy a arylhalogenidy prakticky nereagují. To lze použít i v analytické chemii. Níže jsou uvedeny některé relativní rychlosti reakce (NaI v acetonu při 60 °C):
| Me – Cl | Bu –Cl | i-Pr-Cl | t-BuCH2–Cl | CH2=CH –CH2–Cl | PhCH2 –Cl | EtOC(O)–CH2–Cl | MeC(O) CH2–Cl |
| ------- | ------ | ------- | ---------- | -------------- | --------- | -------------- | ------------- |
| 179     | 1      | 0,0146  | 0,00003    | 64             | 179       | 1600           | 33000         |

## Aromatická Finkelsteinova reakce
Arylhalogenidy při standardním provedení s jodidem sodným prakticky nereagují. Pro přípravu aryljodidů z jodidu sodného a arylbromidů lze použít takzvanou „aromatickou Finkelsteinovu reakci“, která probíhá jiným mechanismem. Je katalyzována jodidem měďným v kombinaci s diaminovými ligandy nebo bromidem nikelnatým v kombinaci s tri-n-butylfosfinem.